# Chung Ju-yung
Dans ce nom coréen, le nom de famille, Chung, précède le nom personnel.
Pour les articles homonymes, voir Chung.
Chung Ju-yung est un entrepreneur sud-coréen, fondateur du groupe Hyundai, né à Tongchon (aujourd'hui en Corée du Nord) le 25 novembre 1915, mort le 21 mars 2001.
Fils de paysan, ayant arrêté ses études à l'école primaire, Ju-Yung quitte sa famille dès l'âge de 16 ans et exerce divers métiers : manœuvre, employé d'un marchand de riz, réparateur de voitures. Cette dernière activité le conduit à fonder, en 1967, le groupe familial Hyundai, devenu aujourd'hui l'un des principaux chaebols sud-coréens, présent dans divers secteurs : construction automobile (6e rang mondial), construction navale, mécanique de précision, pétrochimie, appareils de télévision...
Malgré la fortune constituée après 1967, Ju-Yung a toujours insisté sur la simplicité de son mode de vie : il a vécu dans une modeste maison de sept pièces faite de matériaux de récupération et, jusqu'à un âge avancé, a parcouru 5 km par jour pour se rendre à pied à son bureau.
Chung Ju-yung a présidé le groupe Hyundai de 1967 à 1987, avec une réputation de briseur de grèves. Entre 1987 et 1992, de violents incidents ont encore opposé les dirigeants de Hyundai, hostiles à la reconnaissance des droits syndicaux, aux représentants syndicaux, notamment de la centrale KCTU.
Alors que le développement du groupe avait bénéficié du soutien du régime militaire du général Park Chung-hee, Ju-Yung a été lui-même candidat à l'élection présidentielle sud-coréenne de 1992, où il a recueilli 16 % des suffrages. Il a été condamné pour détournements de fonds de son entreprise pour financer sa campagne électorale.
Après un premier voyage en Corée du Nord en 1989, Chung Ju-yung s'est impliqué dans le développement des échanges intercoréens, auquel concourt la filiale du groupe Hyundai Asan. En juin 1998, l'ancien PDG du groupe a traversé symboliquement la frontière nord-coréenne avec un troupeau de 1001 vaches, offert à la Corée du Nord.
Après la crise financière de 1997, le démantèlement des chaebols a tout particulièrement visé le groupe Hyundai en 45 entreprises distinctes, dont la plupart restent toutefois contrôlées par les fils et les neveux du président fondateur.